# 奧赫里德古代劇場

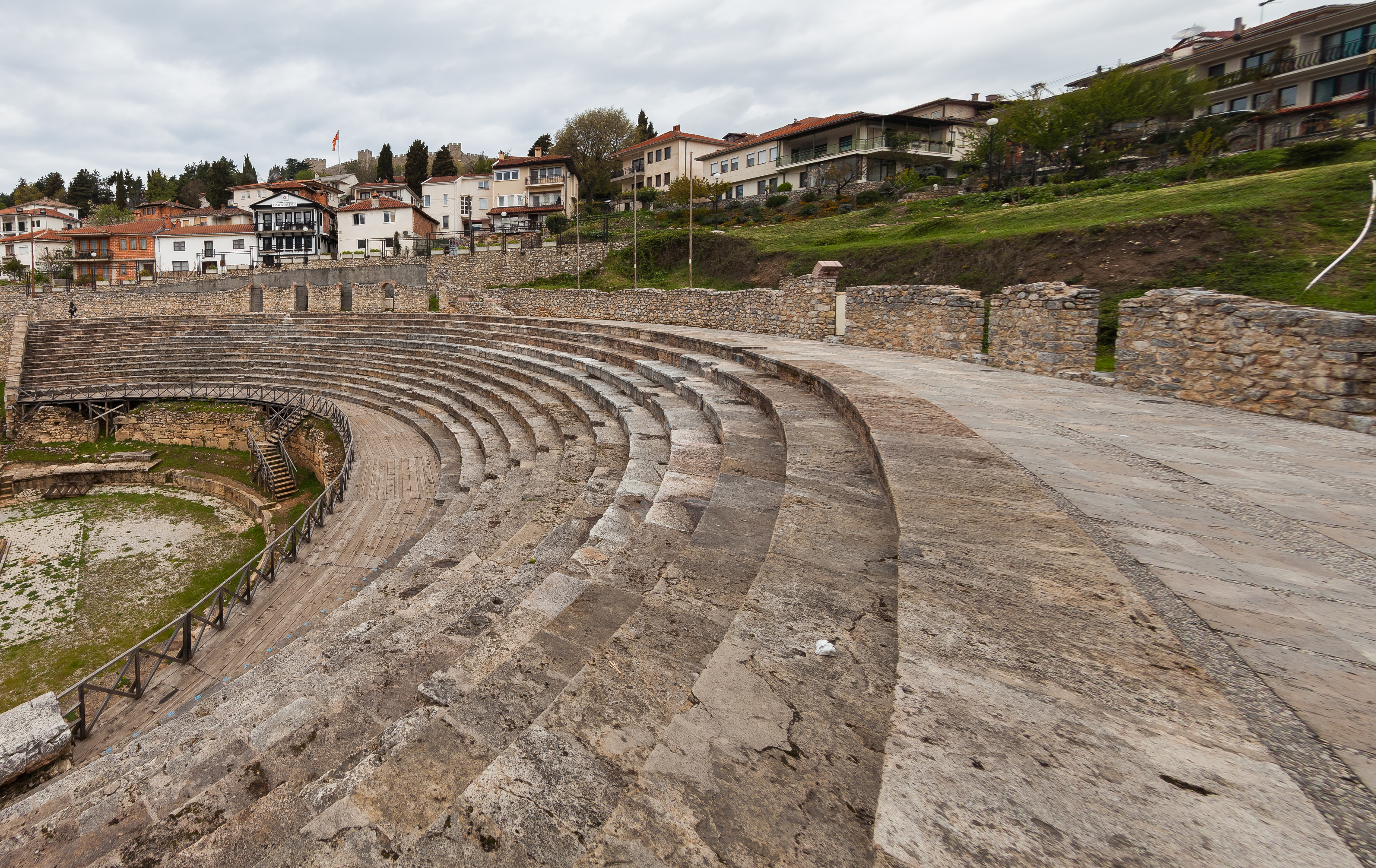

奧赫里德古代劇場（Ancient Theatre of Ohrid）是位於馬其頓共和國奧赫里德的一座古代劇場。劇場修建於西元前200年。奧赫里德古代劇場是馬其頓唯一的古希臘式劇場，自1980年代後期開始重新成為一座表演場地。